# Route nationale 921 (Belgique)
 (avril 2020).
Si vous disposez d'ouvrages ou d'articles de référence ou si vous connaissez des sites web de qualité traitant du thème abordé ici, merci de compléter l'article en donnant les références utiles à sa vérifiabilité et en les liant à la section « Notes et références ».
Pour les articles homonymes, voir Route 921.
La route nationale 921 est une route nationale de Belgique de 34,1 kilomètres qui relie Bierwart à Ciney via Andenne et Ohey

## Description du tracé

### Communes sur le parcours
- Région wallonne
  -  Province de Namur
    - Bierwart
    - Landenne
    - Seilles
    - Andenne
    - Sainte-Begge
    - Ohey
    - Sorée
    - Gramptinne
    - Belle-Maison
    - Emptinal
    - Ciney